# عبد الأحد مومند
عبد الأحد مومند (بالبشتوية: عبد الأحد مومند)، ولد في 1 يناير 1959) أول رائد فضاء أفغاني يزور الفضاء الخارجي. أمضى تسعة أيام على متن محطة الفضاء الروسية مير عام 1988 مع فلاديمير لياخوف ود. فاليري بولياكوف. اشتهر بأنه ثالث مسلم يصل إلى الفضاء.

## حياته
ولد عبد الأحد مومند في 1 يناير 1959 في سرده بولاية غزني في أفغانستان. ينتمي لقبيلة مومند البشتونية. تخرج مومند من جامعة بوليتكنيك كابول ومن ثم من أكاديمية سلاح الجو. خدم في سلاح الجو الأفغاني وبعدها تدرب كطيار في الاتحاد السوفيتي.
كان جزءا من الطاقم الثلاثي المكون من القائد فلاديمير لياخوف ود. فاليري بولياكوف لرحلة «سويوز ت.م.6» التي انطلقت في الساعة 4:23 بتوقيت غرينيتش يوم 29 أغسطس 1988. كان اختيار مومند في المهمة رمزا مهما أثناء الاحتلال السوفيتي لأفغانستان.
في أثناء الرحلة التي دامت تسعة أيام، أخذ مومند صورا فوتغرافية لبلده الأم، كما وشارك في تجارب أستروفيزيائية وطبية وبيولوجية. تكلم مع الرئيس الأفغاني محمد نجيب الله وحضر الشاي الأفغاني للطاقم.
عاد لياخوف ومومند إلى الأرض على متن «سويوز ت.م.5». تأخر هبوط المركبة في 6 سبتمبر بسبب عطل ميكانيكي على مير. طمأن راديو موسكو المستمعين أن لياخوف ومومند بخير وعلى اتصال مع مركز التحكم. بث لهما تسجيلا وهما يضحكان. أعطى الإعلام البريطاني أهمية كبيرة لقصة تأخر الرحلة الروسية، ونشر عناوين مثل «مقطوعون» و«ضائعون في الفضاء». كما وزعم الإعلام خاطئا بأن طعام الطاقم قد نفذ. كان الوضع يزداد خطورة مع كل دورة تمر. نجح الانطلاق في اليوم التالي، وتم الهبوط بالقرب من جزقازغان في كازاخستان الساعة 00:50. لم يكن هناك بث إذاعي عند الهبوط، فقط صور تلفزيونية حية من مركز التحكم.
قلد مومند بوسام بطل الاتحاد السوفيتي في 7 سبتمبر 1988.
هاجر مومند إلى ألمانيا حيث يعمل في خدمات الطباعة ويعيش في شتوتغارت.